# 海魂衫
海魂衫（羅馬化：telʼnyashka）是一件平领的主要含白色或各种颜色条纹的汗衫，其中无袖的最为常见。它是俄罗斯海军，俄罗斯空降兵（VDV）和俄罗斯海军陆战队标志性制服。最早可追溯至19世纪的俄羅斯海軍制服，后来后继的海军士兵仍然采用。

## 技术细节

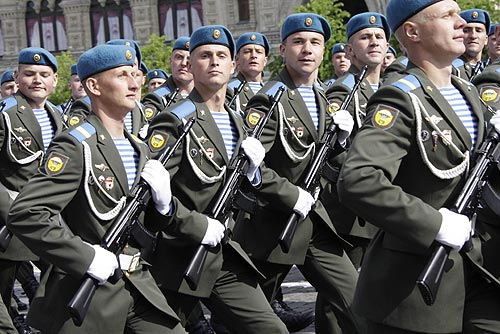
俄罗斯空降兵

俄羅斯海军，空降兵和海軍陸戰隊人员的正式制服不包括短袖的衬衫。各种设计中带有鲜明条纹的前开式夹克使海魂衫元素成为俄罗斯武装部队这些不同部门服装中的重要部分。
普通民众也穿海魂衫，并且有多种编织形式。单股针织是标准的军用版本，也可以生产双股和四股针织的版本以增加保暖性。四股针织的海魂衫足够厚，即使在5℃的氣溫下也能保暖，因为它最初是作為军事潜水员在工作時所穿的干衣。

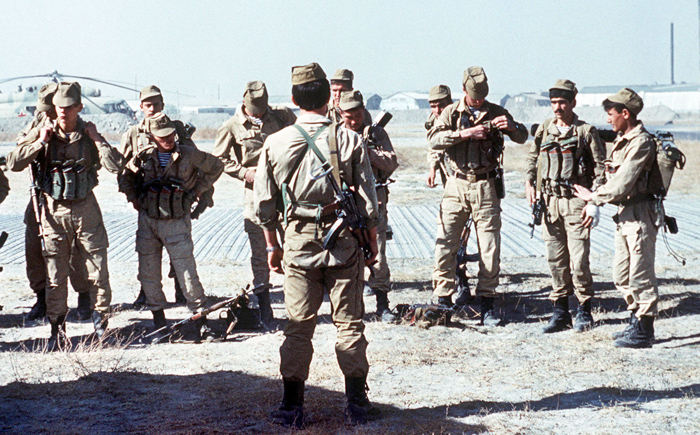
阿富汗戰爭時期的蘇聯特種部隊，可見其身著海魂衫

## 歷史
最早的海魂衫可追溯到法國布列塔尼的水手和漁民身穿的一種名為“marinière”的襯衫，他们采用这种风格的服装将他们与其他远洋民族区分开来。这种风格后来被法国海军和前無畏艦时代的其他海军所采用和传播。现代法国海军的水手们仍然在某些特定場合身著海魂衫。
俄罗斯帝国海军在19世纪采用了蓝色和白色条纹的海魂衫。俄羅斯聯邦或苏联陆军穿海军制服的传统来自苏联海军水手，他们在第二次世界大战期间作为海岸部队作战。著名的苏联狙击手瓦西里·扎伊采夫就是一个鲜明的例子，他是苏联太平洋舰队的士官，他在列寧格勒圍城戰期间自愿留下参加战斗，但当他被调到陆军时，由于其自豪感而拒绝放弃他的海魂衫。
后来，对蘇聯空降軍（VDV）的現代化做出卓越貢獻且曾在第二次世界大战中于蘇聯海軍陸戰隊服役的瓦西里·馬爾格羅夫元帅，正式將海魂衫定為空降軍的制服，海魂衫也成了彰顯VDV精英地位的标志。

## 不同顏色
一般來說，带有某些颜色条纹的海魂衫是某些特定部队的标志，例如：
- 黑色– 俄罗斯海军陸戰隊
- 深蓝色– 俄羅斯海軍
- 浅蓝色– 俄罗斯空降軍，格魯烏特種部隊，SSO
- 浅绿色– 俄羅斯邊防軍
- 栗色– OMON
- 红色– 國家近衛軍指揮部、俄罗斯国民警卫队（以前的內衛部隊）
- 橙色– 俄羅斯聯邦緊急情況部

## 被其他國家採用
- 保加利亚

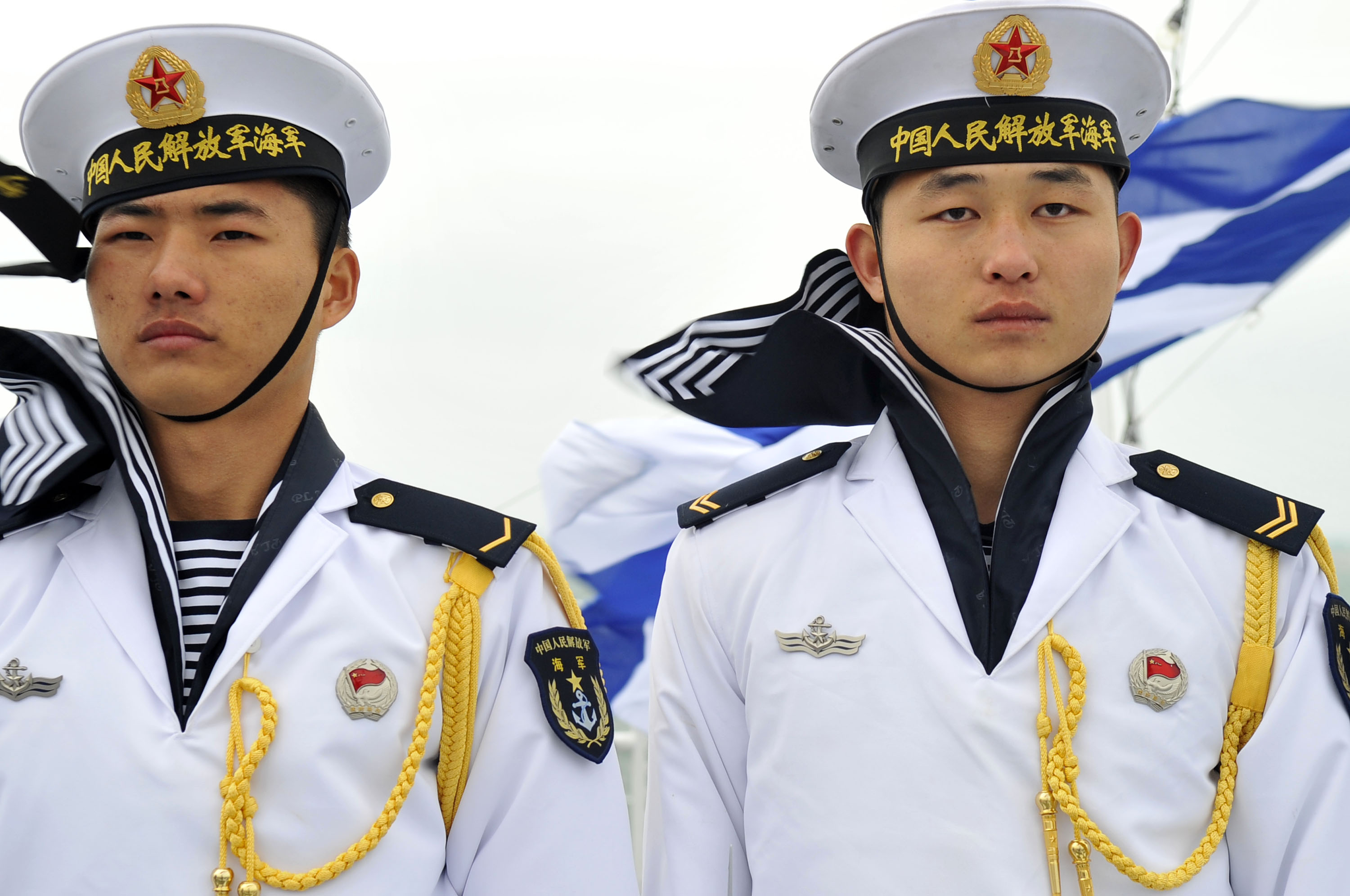
身穿水手服的中國人民解放軍海軍士兵，可見其內部所穿的海魂衫

保加利亞第68特種作戰旅將海魂衫作為其制服的一部分。
- 中华人民共和国

1950年7月，海軍總部經中央軍委批示同意，决定统一海军制式军服，把苏联海军使用的条纹衫正式定为中国海军必备被服，称为“海针织长袖衫”，寓意为浩瀚的大海与蓝天。自此，海魂衫成為海軍的體能訓練服（汗衫），海軍軍旗下方也是海魂衫的條紋狀。但與俄羅斯版型的海魂衫不同的是，中國人民解放軍海軍並不配發無袖海魂衫，只配發長袖與短袖T恤款，而且在領口處會有一條明顯的加粗條紋。其所用的材料也与俄罗斯的略有不同。
- 古巴：古巴革命海军

- 朝鮮民主主義人民共和國：朝鲜人民军海军

- 越南：越南人民军海军

## 流行文化

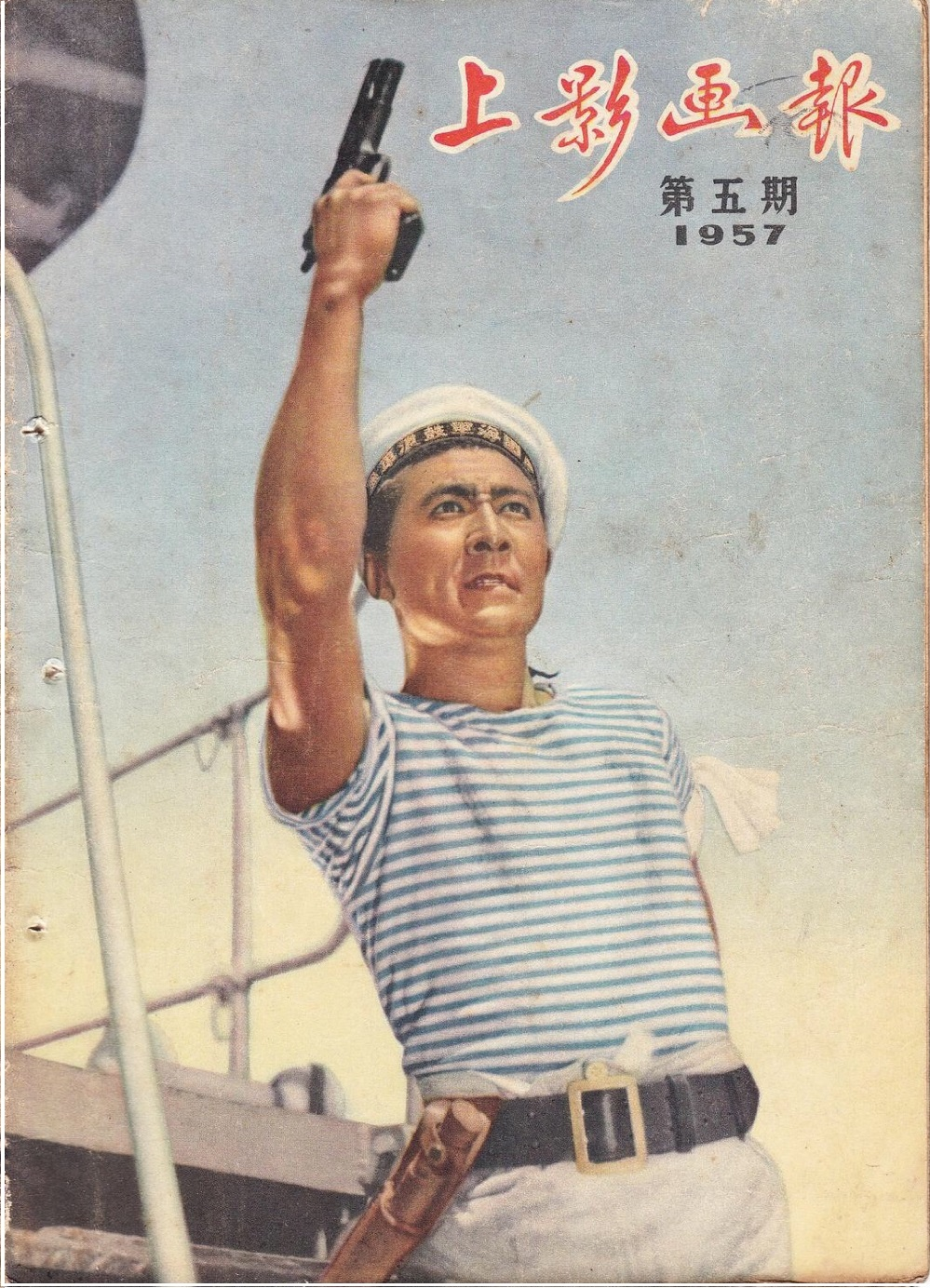
1957年第5期《上影畫報》封面，圖片為電影《海魂》的男主角趙丹身著海魂衫

海魂衫在中國民間曾經頗受歡迎，這樣的風潮一直從《上影畫報》的1957年第5期的封面發佈，持續至80年代，也一定程度上成為了一個時代中國人穿著的象征。現代社會，民間穿著海魂衫的人更多是出於復古、懷舊和海軍情結。